# Savanyúleves tornya

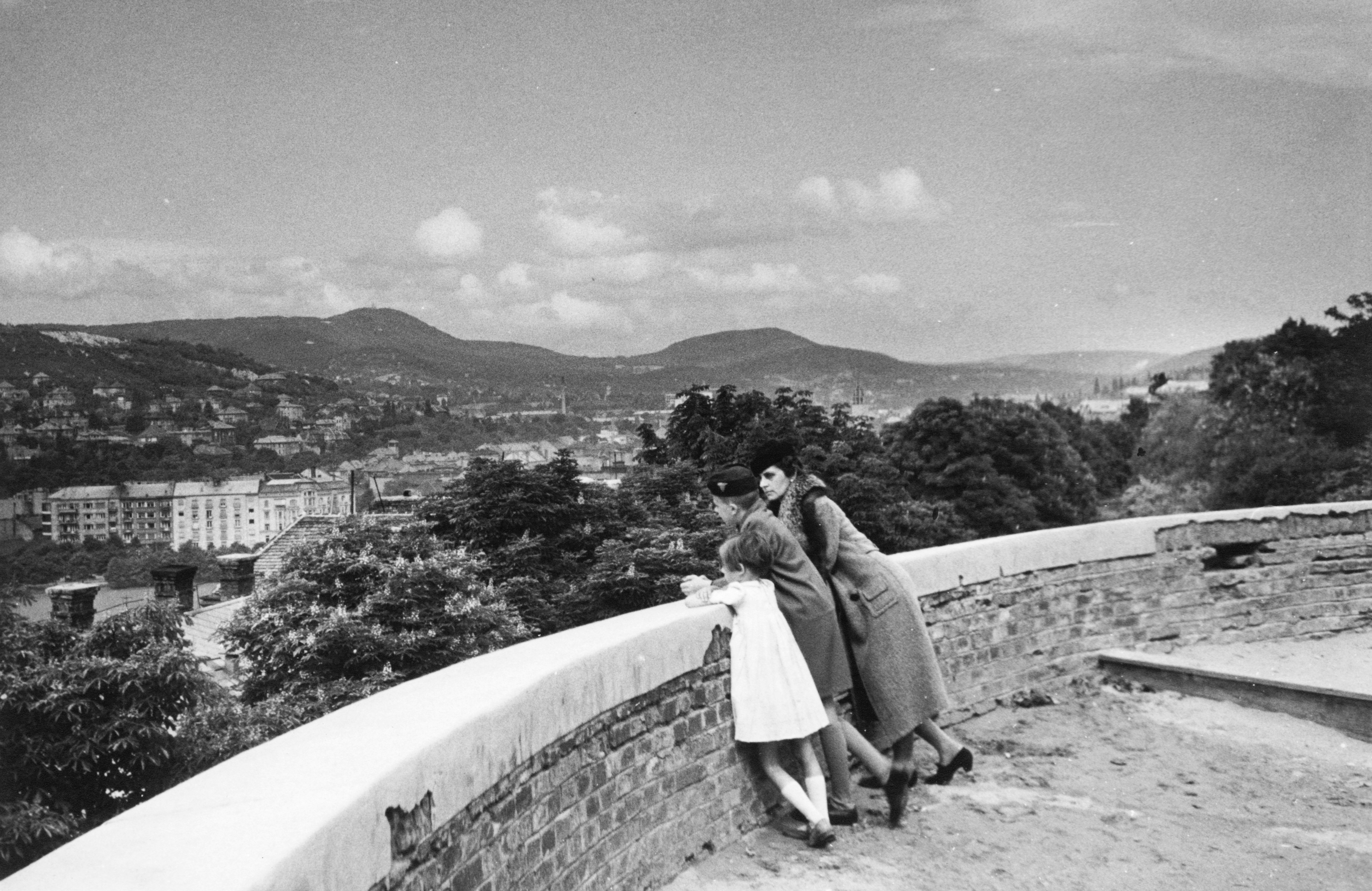
Savanyúleves-rondella (1940)

A Savanyúleves tornya (török nevén Eksi as kuleszi azaz savanyú lé) (Budapest, I. kerület, Lovas út) a várnegyed török kori nyugati oldali védőrendszerének egyik rondellája volt. Valószínűleg ez is a 17. században épülhetett, és a belsejében boltozott kazamaták voltak. Ezek lejárata a mai Tóth Árpád sétányról nyílott. A rondella az 1686. évi ostrom után is viszonylag épen maradt meg, később a Hosszú fal első rondellájának is nevezték. A kazamatáit és azok lejáratát részben feltárták az 1960-as években.